# Матвеев, Александр Терентьевич
Алекса́ндр Тере́нтьевич Матве́ев (13 [25] августа 1878, Саратов — 22 октября 1960[…], Москва) — русский и советский скульптор, один из наиболее известных ваятелей Серебряного века, педагог. Активный участник многих творческих объединений последних дореволюционных и первых советских десятилетий: «Мира искусства» (в 1910–1924), «Четырёх искусств» (в 1924–1931), Общества русских скульпторов (в 1926–1932). Профессор: Центрального училища технического рисования (в 1917) в Петрограде; ВХУТЕМАС — ВХУТЕИН — ИЖСА в Петрограде — Ленинграде (1918—1948; директор в 1932—1934). Доктор искусствоведения (1939). Заслуженный деятель искусств РСФСР (1931).

## Биография
По семейному преданию «основателем незнатного рода крестьян Матвеевых» был дед художника — ветеран Отечественной войны 1812 года, прошедший от Москвы до Парижа, «человек незаурядной жизненной стойкости», о чём позволяет судить следующее: после того как он обосновался в Саратове, судьба распорядилась так, что уже восьмидесятилетним ему пришлось пешком пройти путь оттуда до Крыма, чтобы повидаться с сыном, участником обороны Севастополя, — и обратно.
В конце XIX века Саратов был со всех сторон окружён лесами, которые своими дубравами и прятавшимися в них усадьбами и садами сливались с городскими скверами. Один из таких полусельских, полугородских уголков стал излюбленным местом игр будущего скульптора — заброшенная «„Архиерейская дача“, с её радужными от времени пятнами на стёклах окон, пыльным запустением внутри и голубями на фронтоне классического фасада»; А. Матвеев вспоминал, что сильнейшее впечатление на его юношеское воображение произвела стоявшая перед ветхим строением статуя Моисея-Законодателя, «расцвеченная в синие и красные тона, вырубленная из цельного кряжа деревянная фигура с большими строгими глазами, белыми скрижалями завета и чёрными римскими цифрами десяти заповедей на них».
- 1896—1899 — по окончании Городского училища, служит писцом и счетоводом в городской управе Саратова, одновременно — учится в Боголюбовском рисовальном училище. В это же время он посещает занятия в любительской студии при Саратовском обществе любителей изящных искусств, где началась его дружба с П. В. Кузнецовым, К. С. Петровым-Водкиным, А. Е. Каревым, А. И. Савиновым и П. С. Уткиным. В последние годы учёбы в Боголюбовском Александр Матвеев имеет первый педагогический опыт — ведёт занятия по лепке в Училище для слепых детей. Режет первые свои деревянные и алебастровые скульптуры[5][6][9][10].
- 1899—1901 — вольнослушатель Московского училища живописи, ваяния и зодчества (МУЖВЗ), руководители — С. И. Иванов и П. П. Трубецкой; получив в 1901 году серебряную медаль по фигурному классу, скульптор, без защиты диплома («с получением установленной медали») покидает воспитавшую его школу[7][11].

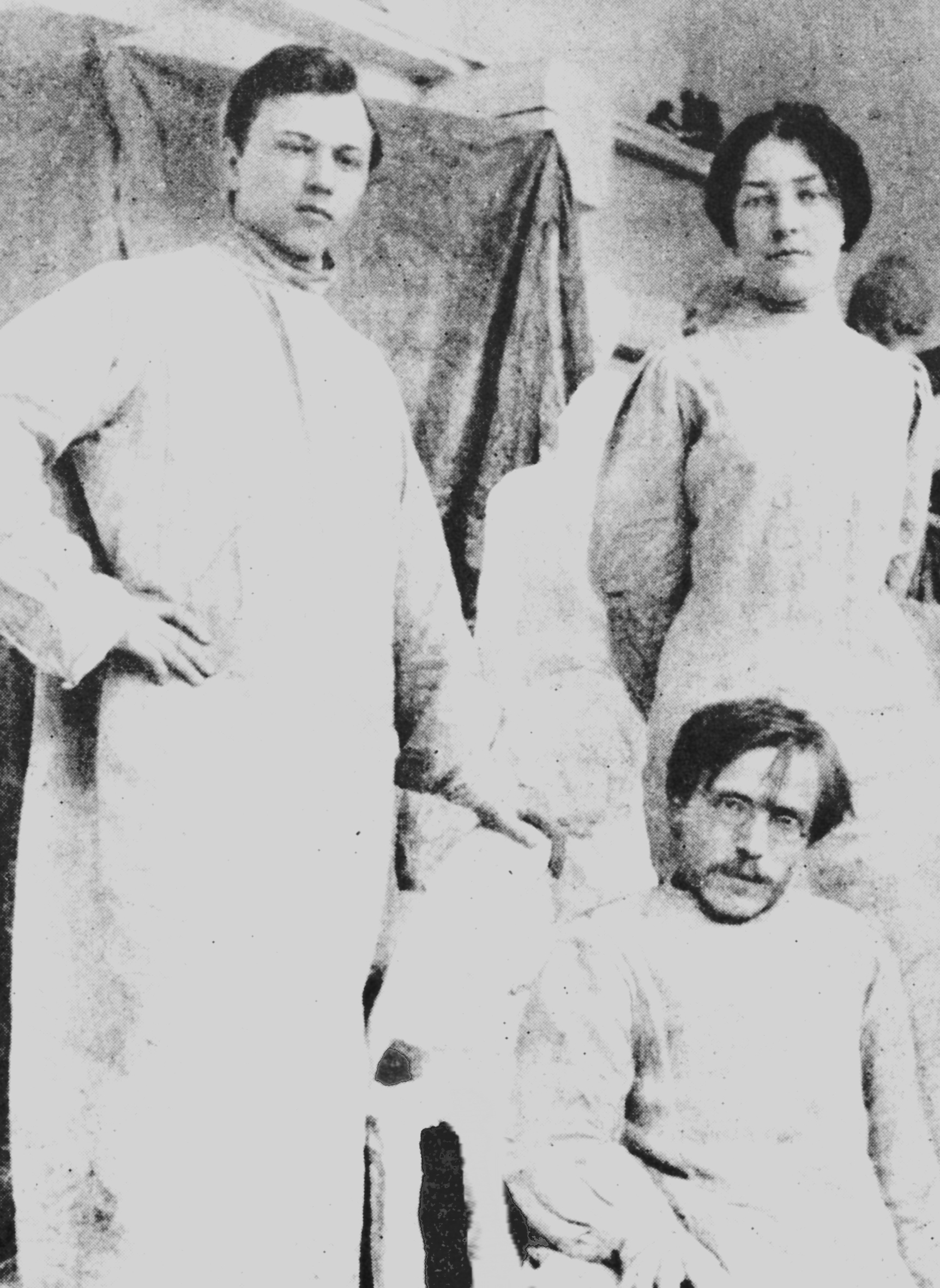
И. Шуклин, А. Матвеев и А. Брускетти в мастерской П. Трубецкого (1898)

- 1900 — участник XXIII выставки учеников МУЖВЗ (по рекомендации В. Э. Борисова-Мусатова).
- 1901 — скульптура А. Матвеева экспонируется на XXIV выставке учеников МУЖВЗ (помимо названной медали — награждён денежной премией С. М. Третьякова). На III выставке картин журнала «Мир искусства» представлены скульптурная керамика А. Матвеева (без упоминания авторства).
- 1901—1905 — работает мастером-лепщиком на гончарном заводе Саввы Мамонтова «Абрамцево»; после банкротства С. И. Мамонтов перевёл гончарную мастерскую из Абрамцева (1900—1901) на Бутырскую заставу под Москвой, сохранив её название. Здесь скульптором созданы портреты П. П. Трубецого, Ф. И. Шаляпина, директора МУЖВЗ А. Е. Львова, актрисы Т. С. Любатович, С. И. Мамонтова и других. Мастерской руководил М. А. Врубель. Большое влияние на творческую судьбу А. Матвеева оказал художник-керамист, мастер и знаток технологии П. К. Ваулин.[5][7]
- 1902—1903 — в Санкт-Петербурге занят в оформлении залов экспозиции художественного предприятия «Современное искусство» (Большая Морская, 33); в этой работе участвовали А. Н. Бенуа, И. Э. Грабарь, А. Я. Головин, К. А. Коровин, Е. Е. Лансере. А. Л. Обер, С. П. Ярёмич.
- 1903 — участвует в выставке «Мира искусства» в Санкт-Петербурге.
- 1905 — работает на заводе купца и гончара П. К. Ваулина в Опошне (под Полтавой; участник XII выставки Московского товарищества художников (МХТ).
- 1906—1907 — при содействии В. Д. Поленова (на средства фонда Е. Д. Поленовой — стипендия имени Е. Д. Поленовой) А. Т. Матвеев едет «для совершенствования мастерства и знакомства с памятниками мирового искусства» в Париж, где с Алисой Брускетти (будущей женой Д. И. Митрохина, который тоже в это время был там) и другими скульпторами работает в частных студиях, в том числе — в мастерской П. П. Трубецкого; участвует Парижской выставки русского искусства (вне каталога), одновременно скульптура А. Матвеева экспонируется на выставке русского искусства в Берлине и на выставке акварели, пастели, темперы м рисунка в Москве («Сон», «Успокоение», «Утро»; вне каталога)[7][12].

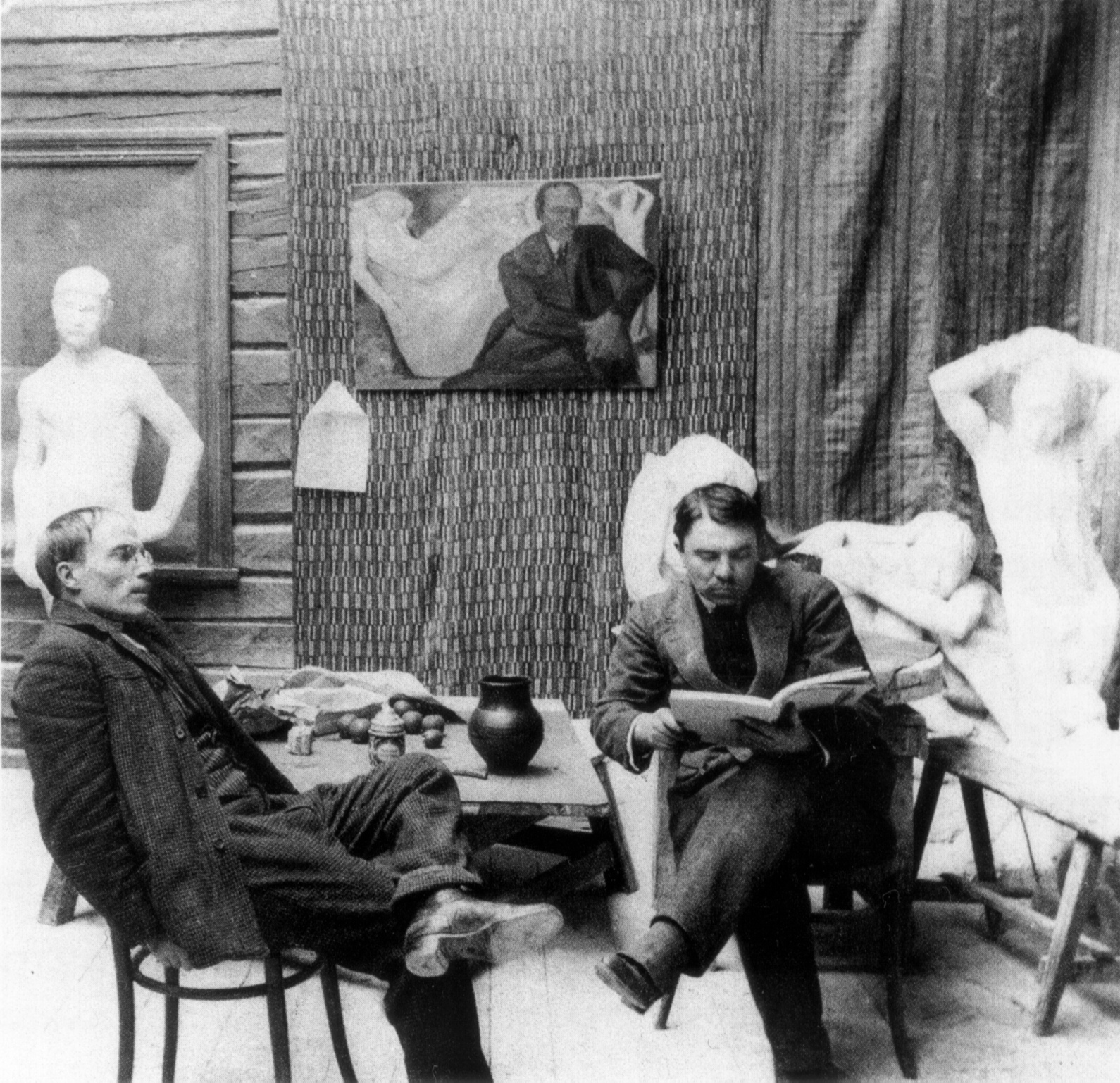
А. Матвеев и П. Кузнецов. Кикерино, 1912

- 1907 —  «Голубая роза»  — в числе организаторов группы участвует в её одноимённой выставке («Сон», «Группа детей») и в посмертной выставке В. Э. Борисова-Мусатова (портрет живописца).
- 1907—1908 — 27 декабря — 15 января, вместе с другими «голуборозовцами», участвует в выставке группы художников «Венок—Стефанос»
- 1907—1912 — работает на гончарном-керамическом производстве В. К. Ваулина и О. О. Гольдвейна в Кикерине под Санкт-Петербургом, где А. Матвееву была предоставлена мастерская; одновременно (до 1917) самостоятельно занимается скульптурой в твёрдых материалах. Для фасада Морского собора в Кронштадте А. Т. Матвеевым выполнены майоликовые рельефы, — проект и скульптурное убранство искусственного водоёма (фигуры «Пробуждающийся», «Мальчик с фиалом» и горельеф «Спящие мальчики»).
- 1908 — предприятие «Ваулин—Гольдвейн» за водоём со скульптурой и другие произведения А. Матвеева на Международной строительно-художественной выставке в Санкт-Петербурге (на Каменном острове) награждено малой серебряной медалью; работы А. Матвеева были представлены в Москве на выставках «Золотое руно».

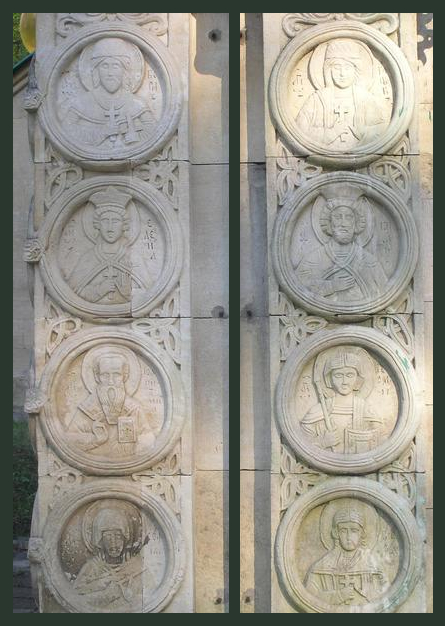
А. Матвеев. Барельефы-медальоны. Храм-музей в имении П. И. Харитоненко в Натальевке. 1912

- 1910—1911 — вступив в Союз русских художников (СРХ), участвует в его выставках, способствует выходу этого объединения из кризиса.
- 1908—1912 — работает над скульптурным убранством паркового ансамбля в имении Я. Е. Жуковского Кучук-Кой (ныне — посёлок Парковый); подолгу живёт в Крыму — скульптором создан большой аллегорический цикл.
- 1909 — произведения А. Матвеева экспонируются на VII выставке «Осеннего салона» (фр. Salon d'Automne) в Париже, и в выставках «Салон Золотого руна» (Москва, Санкт-Петербург), VII выставке журнала «Мир искусства» (Киев, Одесса, Харьков).
- 1910 — участие в выставке «Союза русских художников» в Санкт-Петербурге.
- 1910—1912 — работает над портретами; закончил памятник В. Э. Борисову-Мусатову (установлен в 1911 году на могиле живописца в Тарусе).
- 1911 — участвует в выставках «Мира искусства» (Москва, Санкт-Петербург) и «Бубнового валета»; участвовал в конкурсе проектов памятника Т. Г. Шевченко в Киеве.
- 1912 — мастерская в Кикерине отошла под производство, поэтому А. Матвеев с этой поры постоянно живёт и работает в Санкт-Петербурге; по инициативе своего друга В. К. Станюковича скульптор исполнил тиражный портрет А. И. Герцена (к 100-летию); создал модель фриза и изваяния лежащих львов для усадьбы графини Е. А. Воронцовой-Дашковой в Парголове (тогда — пригород Санкт-Петербурга; архитектор С. С. Кричинский), — рельефную композицию и 24 барельефа-медальона для фасадов храма-музея в имении П. И. Харитоненко в селе Натальевка под Харьковом (архитектор А. В. Щусев; участвовали также — скульпторы С. А. Евсеев и С. Т. Конёнков, над росписями работал А. И. Савинов). Принят в «Мир искусства», участвует в его выставках и в экспозициях «Бубнового валета» и «Ослиного хвоста» в Москве, — в выставках «Союза русских художников» в Санкт-Петербурге.
- 1913 — продолжительная поездка по Италии: Рим, Неаполь, Флоренция; работает над этюдами обнажённой натуры. Выставки «Мира искусства» в Москве и Санкт-Петербурге. В «Аполлоне» (№ 8) напечатана статья А. Я. Левинсона о А. Т. Матвееве со списком работ.
- 1914 — женился на художнице З. Я. Мостовой (1884−1972)[13].
- 1914—1916 — работает над этюдами для надгробия П. И. Харитоненко (не было осуществлено).
- 1915 — скульптурный декор въездных ворот дачи Шпан в Петергофе; с «Миром искусства» выставляется в Москве и Санкт-Петербурге (не сохранились).
- 1915—1915 — выставка Художественная индустрия в галерее Лемерсье в Москве[6][14][15].

## Творчество

### Годы учёбы

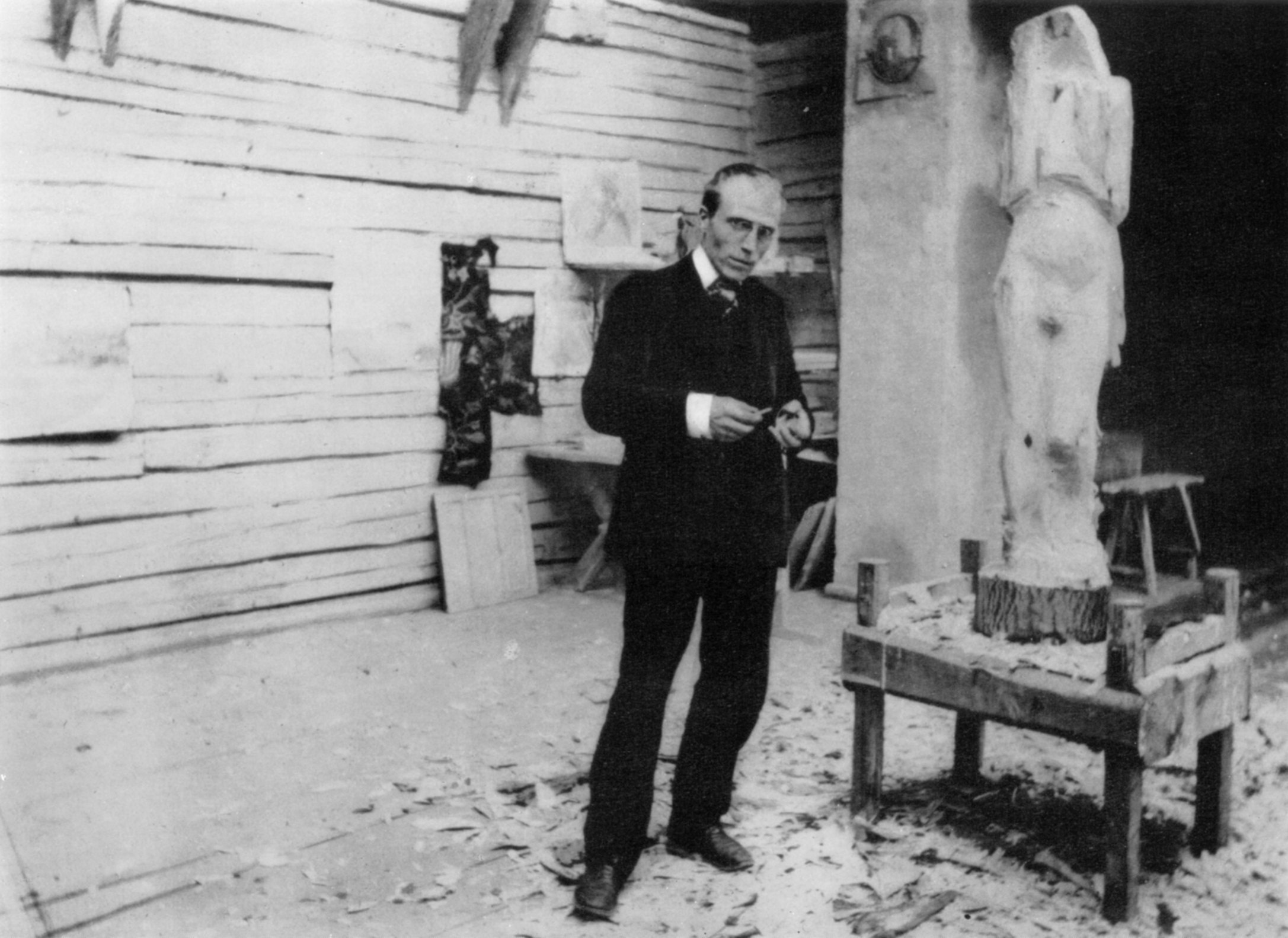
А. Т. Матвеев. Кикерино. 1910

В саратовский период у А. Т. Матвеева сложились добрые, творческие отношения со многим земляками-однокашниками и преподавателями, уже достаточно известными художниками или ставшими таковыми в скором будущем; с ними скульптор войдёт в творческие объединения, будет создавать новые, участвовать в выставках; на протяжении всей жизни его будет связывать дружба с живописцем, саратовцем П. В. Кузнецовым. Вместе они будут привносить в понимание изобразительности черты нового ви́дения, за что вместе будут преодолевать тяготы слепого догматизма идеологического и соцакадемического гнёта… На этом этапе важную роль в его становлении сыграли такие опытные педагоги как Василий Васильевич Коновалов — участник движения передвижников, и Виктор Павлович Сельвини-Баракки — «пейзажист и панорамный живописец из Милана». С особой теплотой А. Т. Матвеев вспоминал о В. В. Коновалове:
Все мы, саратовцы, у него учились. Он в совершенстве владел преподавательским методом Чистякова, да и сам он был человек темпераментный, способный воодушевить молодёжь.
Эта строгая школа чистяковского рисунка очень пригодилась Александру Матвееву. В Саратове он начал заниматься мелкой пластикой (к этой камерной форме скульптор будет возвращаться постоянно, при любых жизненных обстоятельствах такое самовыражение позволит ему пребывать в непрерывном творческом процессе) — режет из алебастра фигурки и группы, вкомпановывает их в небольшие осколки дымчато-прозрачного камня; лепит из глины портреты, а в 1899 по примеру своего старшего друга, В. Э. Мусатова, поступает в Московское училище живописи, ваяния и зодчества.
Особый смысл в сложении мировоззрения художника приобретает в это время диалог с В. Э. Борисовым-Мусатовым, который, конечно, во многом определял умонастроения всей саратовской, и не только саратовской — художественной молодёжи того времени. Виктор Эльпидифорович, возможно, был самым первым, кто заметил самобытные черты дарования А. Т. Матвеева; этот проникновенный живописец, тонкий колорист будет в дальнейшем способствовать пониманию его таланта — уже в пору завершения московского ученичества А. Т. Матвеева он в своей неформальной рекомендации скажет:
Учится он в Московской школе у Трубецкого. Самый его рьяный последователь и любимец... Талантливый очень. Мне кажется, из него будет прок большой... У него есть несколько бюстов портретов недурных...
В МУЖВЗ в это время, под руководством В. Д. Поленова и В. А. Серова зреют дарования живописцев нового поколения, а в фигурный класс, на смену С. И. Иванову (первому учителю А. Голубкиной и С. Конёнкова), и уже много лет ведущему курс пластики С. М. Волнухину, пришёл известный европейский мастер — Паоло Трубецкой. Скульптурой он увлёкся после достаточно продолжительных занятий живописью. А сейчас, уже в расцвете сил, удивляет москвичей свежестью своих этюдов, выразительными портретами и групповыми композициями; он работает широко, во всей полноте представляя своими произведениями скульптурный импрессионизм — большие обобщения, обещающие развитие в монументальных формах. Александр Матвеев ещё в Саратове слышал о П. Трубецком, и теперь не упускает возможности поработать в его «Мастерской для животных», в старом здании училища на Мясницкой — здесь скульптор всегда с большим радушием принимает учеников. Создавалась иллюзия, что новый мэтр ставит превыше всего в творчестве раскованность, темперамент и натиск. Действительно, некоторые этюды он заканчивал всего за два сеанса; такая импровизация наделяет их свойствами особого артистизма. Не слишком хорошее владение родным языком скульптор восполняет собственным примером; тем не менее, А. Т. Матвееву навсегда запомнился его важнейший совет:
Прилагайте к натуре свой ум, свою способность размышлять, выявляйте в скульптуре прежде всего «масс женераль».
Сам П. Трубецкой прекрасно владеет этой основной массой, основным объёмом в скульптуре. Но обобщениями все озабочены в училище — они тогда были у всех на уме: в студиях московских художников, в мастерских подмосковного Абрамцева — столярных и гончарных; на разные лады рассуждали о новых формах, живописцы обращались к станковой и декоративной скульптуре, в частности — к портретной пластике: Валентин Серов лепит бюст Паоло Трубецкого, Михаил Врубель, вдохновляется Волховой своих абрамцевских майолик — певицей Н. И. Забела, но и другими — вполне реальными прообразами; Василий Поленов, дабы уйти от скуки академической рутины, экспериментирует с освещением, «обогащая глаз» в натурных занятиях организованной им студии.
Паоло Трубецкой начал преподавать в МУЖВЗ в 1898 году, а через три года уехал в Санкт-Петербург, где приступил к работе над памятником Александру III — в училище стал показываться очень редко, а вскоре и совсем перестал. Скульптор был весьма требователен к тем, кто решил посвятить себя скульптуре, именно посвятить — занимавшиеся «из любопытства», как и не стремящиеся или не способные к глубинному понимания этого творчества, его мало интересовали, он говорил:
Копировать натуру я могу выучить любого дурака в три месяца.
На похвалы был скуп. За многое считалась его оценка — «иль пё» (фр. il peut; буквально — «он может») и очень редко — «тре бьен» (фр. très bien — очень хорошо). Из тех, кто занимался у него, скульптор выделял и одобрял Александра Матвеева и Ивана Шуклина, «и несколько женщин», среди которых была и Алиса Брускетти. Когда Паоло Трубецкой, трудясь с увлечением над ответственным заказом, окончательно перестал вести занятия в Москве, А. Матвеев, желая продолжить учёбу у этого большого мастера, ездил к нему в Санкт-Петербург, жил в его мастерской. Тогда же, на керамическом заводе С. И. Мамонтова в Бутырках, А. Матвеев лепил портрет П. Трубецкого — голову, один сеанс (была отлита из гипса), и работал над портретом Ф. Шаляпина «поясного», один сеанс (где находятся эти работы А. Т. Матвеев не знал; отдельные источники указывают на то, что их видели в Абрамцевском музее). Позднее занятия эти продолжились в Париже.

### Метод
В это время А. Т. Матвеев, «действительный скульптор», создаёт портрет В. Э. Борисова-Мусатова (гипс, 1900, Третьяковская галерея) — влияние П. П. Трубецкого очевидно, но работа не выглядит эпигонской, и в манере и в решении образа автор самостоятелен — это не единственная известная, но последняя его дань импрессионизму, в пластике выродившемуся в модерн — данная стилистика чужда молодому скульптору; его искания также свободны и от литературно-символистических тенденций времени. Интересы и предпочтения А. Т. Матвеева лучше всего демонстрирует само его наследие: уравновешенная организация его произведений — следование гармоничным пропорциям, отсутствие несвойственных живому форм и линий — нарочитого геометризма — рефлексии индустриальной эпохи, близкий к античному (но не псевдоклассический) общий строй и дух произведений — всё это говорит о закономерном преобладании в нём обнажённой натуры («человек мера всех вещей»). Он добивается взаимодействия живой, невыхолощенной поверхности со средой, — окончательно освобождается от и без того не слишком привлекающих его декоративизма и скульптурной «живописи». Его интересуют простые, но содержательные взаимопроникновения объёмов — и самой скульптуры и образуемых ею из окружающего пространства, не пассивно — но и через логику влияние свойств воспринимающей свет поверхности, фактур. Он идёт от крепких, органично связанных форм большого наполнения.
Очень показателен для понимания метода Матвеева пример его работы, косвенно связанной также с восприятием личности и образа В. Э. Борисова-Мусатова, — самовыражения скульптора — периода, когда он уже вступил в пору осознанного применения свойств материала, использования их для достижения пластической целостности, но и последовательного поиска наиболее точного и согласованного звучания всех составляющих, в ней ответственных: мер динамики рельефа, контуров, бесчисленного множества ракурсов на их активность влияющих, разной степени фактурных вибраций локальных поверхностей, общей статуарности; эта работа позволяет наблюдать принципы, к которым мастер пришёл, и от которых он уже не будет значительно отступать в своём искусстве. Настоящее произведение, необычное и традиционное для русской мемориальной скульптуры — высшая точка цикла, «округляющее» его — одна из основных вех его творчества — кредо, получившее подтверждение — в жизнеспособности и содержательности других сюит и независимых работ.
Для понимания пути, который избрал А. Т. Матвеев, нелишним будет обратиться к тому, что сообщает опыт скульптуры, в соответствии с мнением старых мастеров — подразумевающий два основных способа ваяния: наращиванием, соединением частиц глины и отделением, скалыванием материала, в частности — «камнесечением». Первый они сравнивали с живописью, второй — собственно скульптура. Микеланджело самой важной для скульптора считал работу в камне:
Когда искусство в муках осознало 

Природу формы и её строенье, 

Сперва оно дало ей преломленье 

В модели из любого матерьяла.
Затем, чтоб в грубом камне мысль предстала, 

Резец и молот проявляют рвенье 

И порождают дивное творенье, 

Изъяв из глыбы вечные начала.
Как уже было сказано, А. Т. Матвеева привлекала работа в твёрдом материале. Уже сознательно он ставит перед собой задачу воспитания руки и глаза, когда работает в Кикерине. Художник стремится не к одностороннему развитию техник самих по себе, а к включению их во взаимообусловленность в творческом акте. Скульптор использует сложную технику совмещения всех достоинств лепки и вырубки из камня. Вылепленное из глины и отформованное в гипсе изваяние, он снова подвергает обработке — отсекает лишнее или заливает новыми слоями гипса. В результате таких преобразований возникает свойственная его ранним работам шероховатая, структурная поверхность. Эта достаточно сложная предварительная работа служит сокращению необходимых воздействий на основной материал, — в процессе построения формы и выявления рельефа. Благодаря такому подходу скульптор получает возможность грубому и сложному для обработки материалу — напряжённому зернистому граниту, сообщить свойства, роднящие его с натурой — этюдную свежесть и богатство интонаций творимого образа. Как-то «Александр Терентьевич сравнил художника с артистом, который трудится над ролью долго и упорно, а на сцене кажется, что всё у него получилось сразу и легко».

### Кикерино. Крым. Санкт-Петербург
В годы затворничества в Кикерине А. Т. Матвеев ненадолго покидал основную свою мастерскую, чтобы принять участие в создании большого паркового ансамбля в Крыму (невдалеке от Кучук-Коя). Его работы разного времени, по большей части — из созданного под Петербургом, здесь, в Кучук-Кое, прямо на месте переводятся в цемент, инкерманский камень и мрамор. Однако это не мешает скульптору продолжать создание памятника, он пишет из Кикерина своему другу, сотруднику Русского музея (ГРМ), В. К. Станюковичу: «Этюд для памятника кончил. На днях примусь за камень … Сегодня, слава Всевышнему — кончил камень, опять наглотался пыли и утомился. …Но всё-таки, хотя камень и плохой — вышло очень хорошо: вещь точно ещё больше вошла в закон. … Хочется работать, через неделю отправляюсь в осточертелое Кикерино, чтобы работать, работать, работать, иногда смотреть на свет через потолок и никого не видеть!». В Кучук-Кое, в имении Я. Е. Жуковского, был создан ансамбль-заповедник — один из самых грандиозных начала XX века. К сожалению, время не пощадило его: обрушился в море вместе с участком грунта горельеф Спящие мальчики, в годы Второй мировой войны была разбита беломраморная «Нимфея» и фигуры из инкерманского камня, украшавшие лестничный спуск к морю, — уникальный садово-парковый ансамбль был разрушен (ученики скульптора воссоздали и установили утраченные мраморные фигуры). Сохранившиеся повреждённые произведения хранятся в Русском музее и периодически участвуют в выставках монументального искусства. Некоторое представление о том, что он некогда собою являл, можно составить и по фотографиям и живописным этюдам П. Уткина.
В 1912 году, после гибели Н. Сапунова пустовала его мастерская на Васильевском острове в доме Майкова, А. Т. Матвеев переезжает в Санкт-Петербург.

### Принципы
В годы становления мастера (1900—1915) творчество А. Т. Матвеева словно демонстрирует всю скульптурную традицию, и в смысле стилей, манер, и в смысле жанров и материалов: низкий рельеф, античность, русская деревянная скульптура, импрессионизм, модерн, декоративно-монументальная, садово-парковая скульптура, горельеф, майолика, фарфор, глина и камень… Но здесь и последовательный «путь художника к себе».
В какой-то момент возникла «классификация» скульптора как последователя, и чуть ли ни эпигона А. Майоля. По словам Е. Б Муриной, А. Т. Матвеев впервые увидел работы А. Майоля на выставке «Салон „Золотого Руна“» (1909—1910), как и большинство обывателей, посещавших экспозицию и, соответственно, такое сравнение становится удобным штампом; но это — не более чем внешняя и довольно поверхностная ассоциация, на то вполне обоснованно указывает А. И. Бассехес: «по-своему также прекрасная статуарная пластика этого крупного французского художника прославляет в человеке по преимуществу его телесное совершенство и молодость, в ней есть что-то от олимпийского равнодушия к тревогам мира сего… Матвеев, по сравнению с Майолем, — предвестник иной эпохи, продолжатель других традиций — задушевно русских, углублённо реалистических, более демократичных. Натура представляется ему очень сложной, трудно постижимой, каждое её явление для него полно глубокого смысла, который нелегко уловить и уже совершенно невозможно втиснуть в идеализированные профили майолевских больших статуй и надгробий».
Сам А. Т. Матвеев решительно восставал против сравнения его скульптуры с творчеством О. Родена и А. Майоля; он говорит о том, что А. Майоль «рисовальщик, потому работал по рисункам», то есть непосредственная работа с натурой, свежее, этюдное, но и дисциплинирующее понимание органики её строения, «учёба» у природы (но не слепое копирование её поверхности) выхолащивалось «идеальной» трактовкой условного, бесстрастного хоть по-своему содержательного наполнения — приметы, может быть, лучшего, но всё ещё — модерна (позднее А. Матвеев скажет о роденовском импрессионизме, из которого уже произрастал модерн: «Роден перемолол пуды глины и всё зря. Майоль его убивает». Но А. Матвеев не ставит свой во многом эмпирический принцип выше, а лишь отмечает его отличие и даже указывает на определённое превосходство французских мастеров в смысле обладания «платформой»: «За ними стояла вся непрерывная французская традиция, а я всю жизнь искал с фонарём…», и прибавляет — «А у нас раньше — просто равнодушие, а теперь — равнодушные быки, тупо-злобное отношение». Как бы то ни было, исследователи совершенно справедливо, имея возможность сопоставить его работы разного времени, указывают на косвенность такой аналогии сопровождавшей А. Т. Матвеева до начала 1930-х годов, когда ещё выражалось мнение о том, что «тенденции, несомые искусством Майоля, представлены в дореволюционной России тонким и содержательным искусством Матвеева», при сопоставлении формальных свойств его отдельных фигур с объёмными характеристиками статуй выдающегося французского ваятеля.
«Идеализирующие качества» античной скульпторы, давшей «нормативный канон прекрасного человека» — «отправной пункт» многих направлений мировой скульптурной традиции, которая даёт примеры восточного проявления её в тысячах произведений эллинизма Индии и Ближнего Востока, Магриба, — практически во всём культурном косме Азии, не угасавшей и находившей преломление в национальных пластических школах от Византии, через средневековые «сублимации» и Возрождение, до неоклассицизма и синтеза цитирующего поставангарда. А. И. Бассехес, ученик и первый вдумчивый исследователь творчества А. Т. Матвеева, говорит: «Греки одухотворяли мрамор, перенося на него пропорциональные отношения роста и развития, наблюденные в природе, олицетворяя в кариатидах борение опор и нагрузок», когда, как и во многих других «критических точках их встречи», скульптура и архитектура, становясь единым опытом «пластических метаморфоз составляют душу и тело, число и меру чудесного языка, который без слов повествует в веках о полноте чувства античного человека». К мотиву «кариатиды» А. Т. Матвеев часто обращается в своём творчестве, эта конструктивная форма декоративно-монументального синтеза постоянно присутствует в его камерных работах резного времени, в разных материалах, в скульптуре малых форм. Кариатидой предстала одна из наиболее удачных фарфоровых фигурок скульптора — совершенно не архитектурного «назначения». Здесь сказался даже «прошедший по касательной» кубизм, проявившийся в опыте сочетания наивных проафриканских тенденций с античным строем. Скульптор воспринял эти веяния только с конструктивно раскрепощающей его стороны, А. Т. Матвеев строит этюды архитектурно, «подчиняя их живой ритмике человеческого тела, без оглядки на каноны академизма»; его произведения на фоне полированных статуй и «салонной изнеженности форм» своими пренебрежением к «отделке» предстают «мужественной решимостью мастера говорить с современниками только на языке подлинно пластических обобщений жизни».
Матвеев — враг канонов, пригодных на все случаи жизни. Возвышенные глазом и осязаемые рукой пропорции его произведений неповторимы, ибо зарождаются они в ходе ваяния с натуры, подсказываются сочувствием к человеку, сознанием содержательности его внутреннего мира.
Однако творчество А. Т. Матвеева также опирается на опыт. Реминисценции у скульптора не выглядят воспроизведением или реконструкцией, имитацией великих образцов. Не обращаясь к указанию и детальному сопоставлению всех этих матвеевских прочтений, — они лежат на поверхности, но живут самостоятельной жизнью, подчинённой той самой логике построения, — можно видеть эту творческую преемственность не в форме, а в совершенствовании принципа.
Но и в поиске оригинальной системы построения в пределах собственного понимания этой скульптурной архитектоники, много раз автор идёт от традиции: Микеланджело, античность, русская деревянная скульптура, «Иоанн Креститель» Огюста Родена, фигура крестьянина группы «Октябрь» — снова Микеланджело Буонарроти — «Моисей», и как воспоминание о пророке саратовской Архиерейской дачи — творения, вышедшего из под топора безвестного русского плотника… «Простодушие никому неведомого архиерейского плотника запало ему в душу, осталось навсегда в памяти как пример правдивого народного подхода к задаче ваяния».
А. Матвеев строит, он обуславливает соприкосновение и взаимодействие форм логикой их внутренней связи — «это архитектура». И образ здесь также предопределяет это строение, художник не видит потребности движения к крайней условности или чувственной декоративности, по мере достижения искомой выразительности его произведения обретают и равновесную завершённость, достаточность (как сам автор говорил своим ученикам: «скульптура должна быть такой, когда невозможно ничего ни прибавить, ни отнять»).
Художник, наряду со сложными, многофазовыми приёмами работы с камнем, когда отвергается сам метод механического перенесения «по точкам», использует простоту технологических средств при работе в дереве, простой путь подчинения достоинств материала скульптурным задачам; но в этих произведениях он также не изменяет основным своим принципам: он выстраивает скульптуру подобно тому, как органично построена естественная природная форма, будь она растительного происхождения, или строение музыкального произведения, также «вырастающего» в соответствии со своими закономерностями следования той же единой гармонии. «Музыкальность» скульптуры А. Матвеева, ритмические её свойства лишний раз подтверждают эту основополагающую взаимосвязь.
Точное понимание соответствия и возможностей материала решаемым пластическим задачам — важную составляющую концепции мастера, он согласует с требованиями композиционных, пропорциональных особенностей строения скульптуры. Этот фундаментальный принцип имеет методические «примечания» для каждого конкретного технологического случая, но общие, обусловленные свойствами: камень «подсказывает» один подход. глина, говорит А. Матвеев. «в противовес камню, обладает свойством наращиваться, свойством, с которым нужно всегда считаться в скульптуре», скульптор рекомендует — «строить форму изнутри, постепенно выводя её как бы куполом». А. И. Бассехес отмечает, что «за этим советом стоит опыт всех ранних произведений художника, его больших этюдов 1906—1912 годов».
Когда речь идёт о работе с деревом, важно понимание исходных свойств его, заложенных в уникальной концентрической структуре материала, в строении, в исходной цилиндрической заданной форме, обусловленной этими внутренними, латентными особенностями строения, «чтение» их, использование — задача мастера. Работая в дереве, А. Матвеев следует «строительному подходу», но в «готовом цилиндре, природой созданном синтетическом объёме» художник старается сохранить целостность первозданных пластических форм заготовки, используя, подчиняя одновременно текстурные эффекты, рождающиеся под инструментом резчика, в согласовании с его целями. Идя по стопам старых мастеров деревянной скульптуры, он обрабатывает цилиндрический кусок дерева, исходно соответствующий объёмным особенностям портрета, стоящей фигуры, тонко приспосабливая к желаемому настроению образа. Три деревянных портрета, выполненных А. Т. Матвеевым «для своего собственного удовольствия» в 1912 году в Крыму, после окончания работ над ансамблем Кучук-Коя, показательны и в отношении к материалу, и в первостепенном по важности смысле творческой его направленности, когда мастер уходит от стереотипного решения цикла. При общности произведений этой небольшой сюиты, скульптор, при определённом сходстве используемых технических приёмов, решает в этих портретах три разных задачи, и добивается этого разными средствами: лиричный, душевный «Каменотёс», родственный по всему строю русской деревянной скульптуре, лапидарный, наполненный внутренней динамикой «Садовник», приводящий на память римский портрет, и «Мальчик» — образ юности, лаконично выраженные напряжение и хрупкость, стилистически самостоятельное матвеевское обобщение.

### После 1917-го

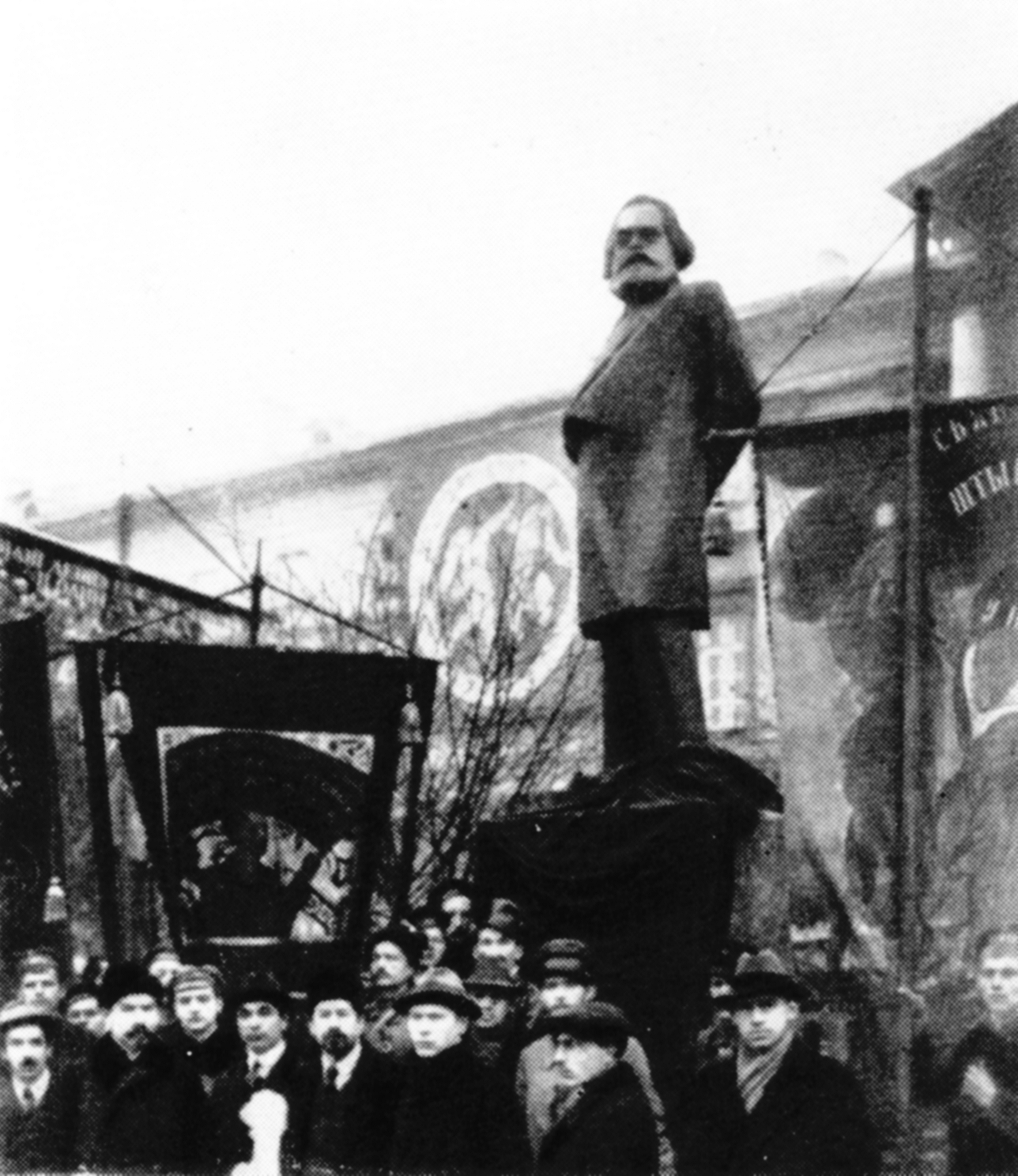
Открытие памятника К. Марксу (работы А. Матвеева) перед Смольным. 7 ноября 1918 года.

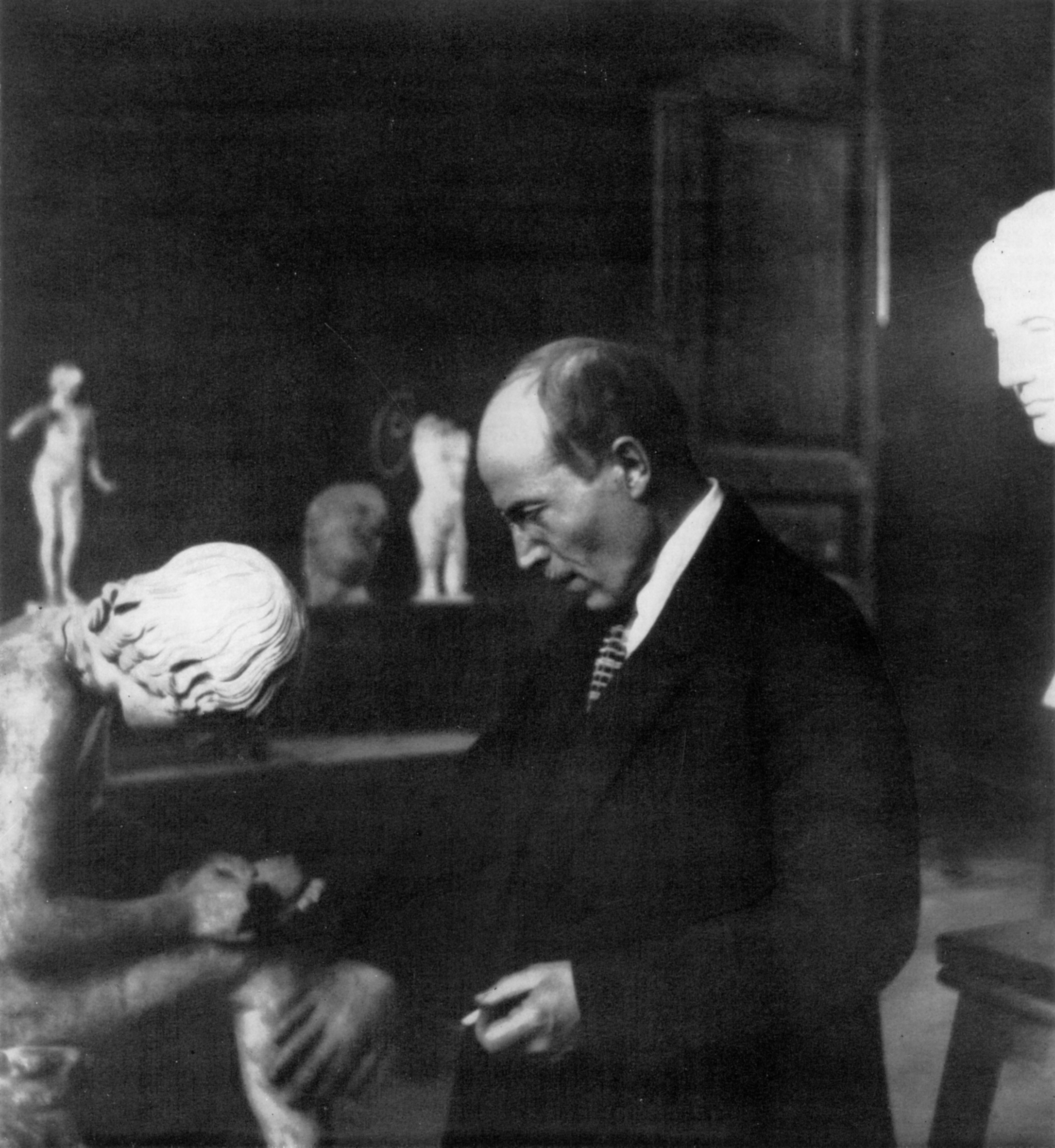
Александр Матвеев. 1920-е

- 1917 — Профессор Центрального училища технического рисования в Петрограде. Включён в Комиссию по охране дворцов (по предложению наркома просвещения А. В. Луначарского — вместе с А. Е. Каревым, С. В. Чехониным и Н. И. Альтманом); избран от скульпторов уполномоченным во Временный комитет для создания Союза деятелей искусств. Работает над портретом В. К. Станюковича.
- 1918 — избран профессором скульптурного факультета Государственных свободных художественно-учебных мастерских (бывшее Высшее художественное училище Академии художеств); избран в Совет Центрального училища технического рисования. Состоит в Художественной коллегии при отделе изобразительных искусств Наркомпроса, принимает участие в осуществлении Плана монументальной пропаганды — создал памятник Карлу Марксу, который был торжественно открыт перед зданием Смольного в первую годовщину октябрьской революции. Участвует в выставке «Мира искусства» в Петрограде.
- 1919 — принимает активное участие в работе Соединённой комиссии по приобретению произведений современных художников Государственного музейного фонда при отделе ИЗО Наркомпроса; работает над барельефным портретом Фридриха Энгельса; портрет К. Маркса экспонируется на выставке художественного фарфора в Петрограде.
- 1922 — начал большую работу по укреплению советской художественной школы; составил записки «Об организации скульптурного факультета Академии художеств». Произведения А. Матвеева представлены на выставке общества «Мир искусства» в Петрограде и на первой художественной выставке в Берлине.
- 1923 — много работает над известной серией обнажённой женской модели, произведения эти, выполненные в фарфоре, большими тиражами выпускались в 1920-е — 1930-е годы на Ломоносовском фарфоровом заводе, получили большое распространение и пользовались популярностью.
- 1924 — принимает участие в конкурсе на право создания памятника В. И. Ленину па площади перед Финляндским вокзалом; скульптура А. Матвеева экспонируется на выставке «Мира искусств» в Петрограде, на XIV Международной выставке искусств в Венеции, где художник был награждён почётным дипломом, и на выставке русского искусства в Нью-Йорке.
- 1925 — член-учредитель московского общества художников «4 искусства», основанного по инициативе голуборозовцев и мирискуссников; произведения А. Матвеева экспонируются на выставке этого объединения и на выставке «Мастера голубой розы» в Москве, — на Международной выставке художественно-декоративных искусств в Париже. На парижской выставке фарфоровые фигурки А. Т. Матвеева «Флора», «Купальщица», «Девушка, держащая чашечку» и «Надевающая туфлю» — награждены золотой медалью.
- 1926 — вступил во вновь созданное «Общество русских скульпторов» (ОРС; 2 января утверждён устав). работает над образом В. И. Ленина (фигура). Произведения А. Т. Матвеева представлены на Всесоюзной выставке советского фарфора и на выставке общества «4 искусства» в Москве. Удостоен медали Международной выставки декоративного искусства в Париже.
- 1927 — выполнил скульптурную группу Октябрь (по заказу Совнаркома) — демонстрировалась на Выставке художественных произведений, посвящённой 10-летию Октябрьской революции (Русский музей, Санкт-Петербург; гипс — 1927, бронзовый отлив — 1958; в 1967 году группа установлена у концертного зала «Октябрьский»). Участвует в ленинградской выставке русского фарфора.
- 1928 — награждён второй премией Совнаркома за скульптурную группу «Октябрь»; в Коктебеле создал скульптурный портрет М. А. Волошина. Работы А. Т. Матвеева экспонируются на выставках общества «4 искусства» и на отчётной выставке (1927—1929) Государственной комиссии по приобретению произведений изобразительных искусств в Ленинграде.
- 1929 — произведения скульптора экспонируются на выставке общества «4 искусства» в Москве.
- 1930 — участвует в конкурсе памятника Т. Г. Шевченко для Харькова; участвует в Первой общегородской выставке изобразительных искусств в Ленинграде и в выставке Государственной комиссии по приобретению произведений изобразительного искусства (1928—1929) в Москве.
- 1931 — присвоено звание Заслуженного деятеля искусств РСФСР (в связи с 25-летием художественной деятельности); принимает участие в конкурсе проектов памятника павшим бойцам Особой краснознамённой Дальневосточной армии в Даурии (ОКДВА).
- 1932 — выполнил портретный бюст и фигуру В. И. Ленина; принял участие в конкурсе проектов скульптурного завершения маяка-памятника В. И. Ленину в Ленинградском морском торговом порту (работа проектом продолжалась до 1934 года). Работы А. Т. Матвеева были представлены в экспозиции «Художники РСФСР за 15 лет» в Ленинграде. Вступил в Союз советских художников — избран председателем скульптурной секции Ленинградского Союза художников СССР; назначен директором Ленинградского института живописи, скульптуры и архитектуры (исполнял обязанности директора до 1934 года), одновременно — заведующий кафедрой скульптуры.
- 1932—1934 — участник выставки «Художники РСФСР за 15 лет» в Москве; ведёт большую организаторскую работу в Академии художеств и педагогическую — как заведующий кафедрой скульптуры.
- 1932—1934 — работает над автопортретом.
- 1937 — участвует в выставках: «Искусство и техника в современной жизни» в Париже, «Русский художественный фарфор» и «Произведения ленинградских художников к 20-летию революции» в Ленинграде, — в выставках произведений ленинградских художников в Алма-Ате и Сталинабаде (ныне Душанбе); работает над женской фигурой («Кариатида»).
- 1938 — начал работать над образом А. С. Пушкина; представил на конкурс проекты памятников Максиму Горькому в Москве и городе Горьком.
- 1939 — участвует в конкурсе проектов памятника А. С. Пушкину в Ленинграде — выставка состоялась в Ленинграде и Москве. Присвоено учёное звание доктора искусствоведения и профессора по кафедре скульптуры. Депутат Ленинградского городского Совета от 41 округа Василеостровского района (1939—1946).
- 1939—1940 — закончил работу над автопортретом; скульптура А. Т. Матвеева экспонируется на выставке Московского Союза художников.
- 1940 — вступил в ВКП(б).
- 1941 — с профессорами и студентами Академии художеств эвакуируется в Москву, а затем в Самарканд; до отъезда в Среднюю Азию принял участие в выставке лучших произведений советских художников.
- 1942 — в Самарканде работает над проектом памятника Алишеру Навои.
- 1942—1944 — преподаёт студентам скульптурных отделений московского и ленинградского институтов.
- 1944 — живёт в Загорске, где до переезда в Ленинград размещался по пути из Самарканда институт; А. Т. Матвеев не поехал в Ленинград, а остался в Москве, совмещая преподавание в московском и ленинградском институтах. В связи с 25-летием педагогической деятельности награждён орденом Трудового Красного Знамени. Участвует в конкурсе на право создания памятника М. Н. Ермоловой.
- 1945 — участвует в конкурсе проектов памятника А. П. Чехову — создал портрет писателя и модель монумента.
- 1946 — награждён медалью «За доблестный труд в Великой Отечественной войне». Участвует в разработке проектов памятника М. Ю. Лермонтову — вылепил портрет и создал два варианта макета памятника. Участвует во Всесоюзной выставке в Москве.

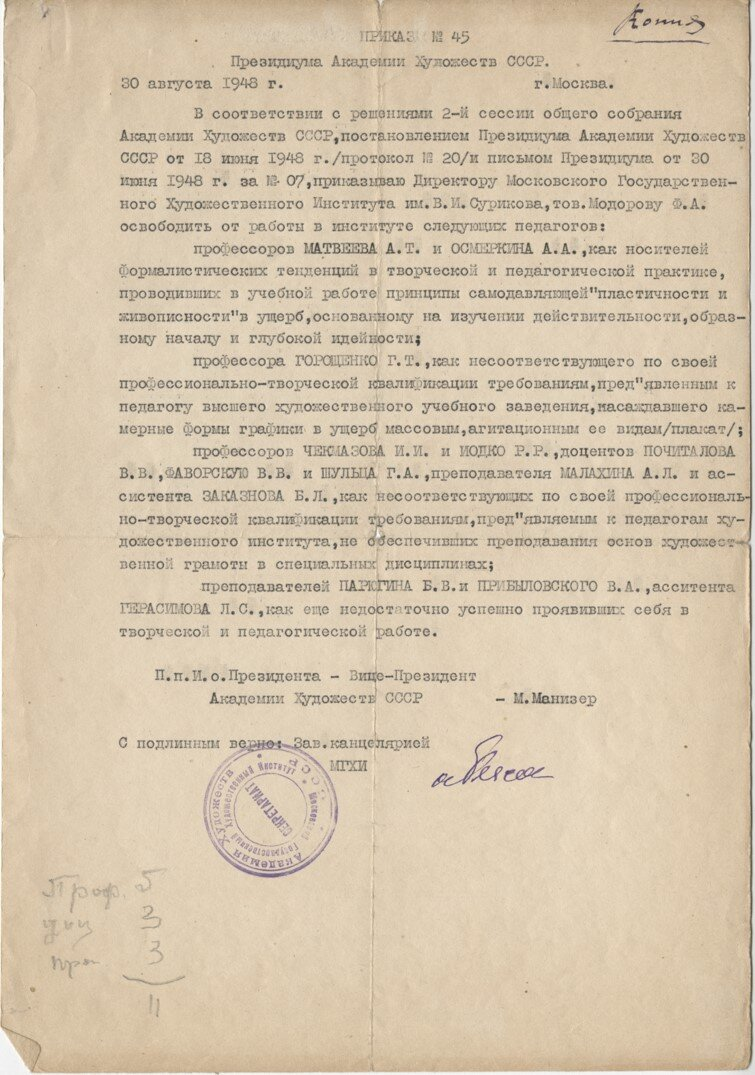
Приказ № 45 Академии художеств СССР, 30.08.1948

- Приказ № 45 Академии художеств СССР, 30.08.19481948 — подвергнут жёсткой и несправедливой критике в период организации Академии художеств СССР, как не соответствующий в своих педагогических методах «воспитанию художников общества, строящего социализм»; в числе оказавшихся под ударом были П. В. Кузнецов, В. А. Фаворский и многие другие представители творческой среды[28]. Инициаторы очередной репрессивной идеологической кампании, в данном случае — в первую очередь Е. В. Вучетич и З. И. Азгур, освобождали советскую культуру от «чуждых элементов», а по существу — изолировали наиболее сильных конкурентов вместе с их школой от больших и хорошо оплачиваемых заказов — тот, кто развязал эту травлю, хорошо знал, что приближается пора больших памятников и раздел выгодных проектов; скульптор оставил преподавательскую деятельность по приказу вице-президента АХ СССР М. Г. Манизера, одновременно с которым в 1930-е гг. преподавал в Ленинграде.
- 1948—1960 — продолжал работу над образами А. С. Пушкина и В. И. Ленина; эти темы скульптор развивал до последнего года жизни.
- 1955—1956 — работы А. Т. Матвеева экспонировались на XXVIII Международной выставке искусств в Венеции; несколько произведений представлены на выставке скульптурного портрета в Московском отделении Союза художников.
- 1957 — на Первом Всероссийском съезде советских художников избран в правление Союза художников; произведения А. Т. Матвеева экспонируются на выставке, посвящённой съезду, и на выставках к 40-летию революции в Москве и Ленинграде.
- 1958—1959 — в Москве и в Ленинграде прошли персональные выставки скульптора А. Т. Матвеева, посвящённые его 80-летию; его работы экспонировались также на выставке произведений искусства социалистических стран в Москве.
- 1960 — делегат I съезда Союза художников РСФСР в Москве.
- 1960 — 22 октября Александр Терентьевич умер. Похоронен на Новодевичьем кладбище в Москве[14].

## Школа
А. Т. Матвеев оказал глубокое влияние на развитие русской и советской скульптуры и творчеством, и своей преподавательской деятельностью. Если учесть, что начало тому было положено ещё до окончания скульптором Боголюбовского училища (занятия лепкой со слепыми детьми), то для Александра Матвеева педагогический опыт измеряется полувековым сроком, а официальный — тридцатью годами. Но несмотря на то, что эта практика была безосновательно и бесцеремонно прервана именно в то время, когда в ней, как в носительнице лучших творческих традиций, испытывала особую потребность высшая школа, связь поколений не замерла полностью — уже воспринявшие и хорошо осознавшие её, этой традиции принципы, ученики мастера развивали их и со своими подопечными и в собственном творческом поиске, обращаясь к учителю за советом в минуты исканий и сомнений.
Искусствовед Е. Б. Мурина указывает на то, что А. Т. Матвеев не оставил никаких теоретических трудов, которые могли бы явиться ключом к его творчеству. Сами его произведения — это всё, чем исчерпывается возможность получить представление о его взглядах, о тех же частных профессиональных соображениях скульптора на этот счёт. Сохранившиеся в записках и воспоминаниях учеников разговоры с ним, его высказывания — всё это имеет отношение только к задачам преподавания, к мировоззрению его как педагога.
Школа Александра Матвеева, когда подразумевается не только непосредственное творческое взаимодействие учителя и ученика — продолжительное и глубокое, но и развитие воспринявшим черты мировоззрения наставника, опять же — не только технологические или формальные его стороны, — это педагогическая система, основанная на опыте и мастерстве, идущих — от античности (вместе с образцами пространственных искусств А. Т. Матвеевым изучалась и та часть её философского наследия, которая имеет непосредственное отношение к творчеству и педагогическим методам — эвристике и майэвтике), — от норм, воспринятых им в западноевропейской и русской пластической и учебной традиции, наконец — от Н. Ф. Жилле до П. П. Чистякова. В начале сороковых годов А. Т. Матвеевым была составлена «Программа скульптуры», которая только уточняла давно сложившийся метод преподавания.
Работа с натуры — основная и чрезвычайно важная часть этой системы. Шаг за шагом, от преодоления пассивного копирования к процессу осмысленного видения натуры, от построения фигур во фронтальном положении, в ротации, с разным числом точек опоры, — к поиску композиционного равновесия и соответствия её задачам выразительности, интонациям и так далее — скульптуры как интеграции всех этих факторов, использованных осознанно художником. Александр Матвеев говорит:
Я учу, что работать надо не рукой и не глазом, а головой. Не изменять надо натуру, а осмысливать.
К школе Александра Терентьевича Матвеева принадлежат скульпторы: А. В. Андреева-Петошина, М. К. Аникушин, М. Ф. Бабурин, Р. Г. Бадова, А. И. Бассехес, Е. Ф. Белашова, Л. Л. Берлин, И. Ф. Блюмель, В. Ф. Богатырёв, В. Я. Боголюбов, Н. В. Богушевская, А. Д. Бржезицкая, М. А. Вайнман, Б. Я. Воробьёв, М. Р. Габе, Е. А. Гендельман, Э. Ш. Герценштейн, К. П. Дёмина, К. Ф. Зале, Л. К. Ивановский, А. М. Игнатьев, В. В. Исаева, Б. Е. Каплянский, Р. С. Кириллова, И.. А. Классеп, И. И. Козловский, Н. А. Кольцов, Е. П. Крупина, Т. С. Кучкина, Г.-Н. А. Лавинский, Г. П. Левицкая, М. Т. Литовченко, А. Л. Малахин, Л. Р. Малько, Ж. Я. Меллуп, Л. А. Месс, С. М. Миренская, Л. Д. Михайлов, Н. С. Могилевский, Н. Б. Никогосян, В. П. Николаев, И. Н. Никонова, С. Л. Островская, С. Ф. Пилипейко, Ю. П. Поммер, А. И. Посядо, Г. Б. Пьянкова-Рахманина, С. Л. Рабинович, В. Л. Рыбалко, К. С. Рыжов, Н. Л. Рябинин, П. В. Сабсай, Н. Н. Савватеев, В. А. Синайский, В. Г. Стамов, Г. С. Столбова, А. А. Стрекавин, И. И. Суворов, М. М. Суцкевер, А. П. Тимченко, А. П. Файдыш-Крандиевский, В. А. Фёдоров, А. Н. Филиппова-Рукавишникова, М. М. Харламова, Н. И. Хлестова, Л. М. Холина, Л. Я. Хортик, А. Н. Черницкий, Б. Р. Шалютин, В. Б. Шелов-Коведяев, Г. А. Шульц, Л. Ю. Эйдлин, В. В. Эллонен, О. Г. Эльдаров, Г. Д. Ястребницкий, Г. Н. Ясько и другие.

### «Трудовая книжка»
Центральное училище технического рисования в Петрограде (1917), Петроградские государственные свободные художественно-учебные мастерские — Всероссийская Академия Художеств (с 1918) — ВХУТЕМАС — ВХУТЕИН — Институт пролетарских изобразительных искусств — Ленинградский институт живописи, скульптуры и архитектуры (директор — 1932—1934) — Московский государственный академический художественный институт имени В. И. Сурикова — 1918—1948; Петроград, Ленинград, Самарканд (1942—1944); Ленинград—Москва (1944—1948). Доктор искусствоведения (1939).

## Адреса в Петрограде — Ленинграде
- 1913—1923 — 18-я линия Васильевского острова, 7;[35]
- 1923—1941 — набережная Лейтенанта Шмидта, 29.

Могила Матвеева на Новодевичьем кладбище Москвы

## Память

Мемориальная доска на доме № 29 набережной Лейтенанта Шмидта в С-Петербурге

- На доме по адресу набережная Лейтенанта Шмидта, 29 в 1989 году была установлена мемориальная доска (скульптор А. М. Игнатьев, архитектор В. А. Петров)[36].
- В начале 1960-х годов ученики А. Т. Матвеева выполнили мраморные копии фигур ансамбля в Кучук-Кое — «Задумчивость», «Спящие мальчики», «Нимфея» и «Юноша». Изваяния были восстановлены скульпторами А. М. Игнатьевым, В. Г. Стамовым и А. П. Тимченко, и заняли места утраченных оригиналов в 1967 году[15].
- В 1980 году к 100-летию мастера был открыт небольшой[37] мемориальный музей-мастерская А. Т. Матвеева в Москве. В экспозиции представлено несколько подлинников и гипсовые отливы произведений скульптора. Отливы, включённые в коллекцию музея сделаны под руководством учеников А. Т. Матвеева и при непосредственном участии их, составивших Комиссию по его наследию — Ю. Поммера, Г. А. Шульца, Р. Бадовой и В. Шелова. По требованию Комиссии в музей были возвращены, ранее взятые Русским музеем из мастерской скульптора для перевода в бронзу гипсы портретов М. Лермонтова и В. Станюковича[38].

## Награды и признание
- Орден Трудового Красного Знамени (1944)
- Медаль «За доблестный труд в Великой Отечественной войне 1941—1945 гг.» (1946)
- Звание Заслуженный деятель искусств РСФСР (1931)
- Серебряная медаль МУЖВЗ (1901)
- Малая серебряная медаль — Международная строительно-художественная выставка в Санкт-Петербурге (1908)
- Почётный диплом — XIV Международная выставка искусств в Венеции (1924)
- Золотая медаль — Международной выставке художественно-декоративных искусств в Париже (1925)
- Медаль Международной выставки декоративного искусства в Париже (1926)
- Вторая премия Совнаркома (1928)

## Основные произведения
- 1899 год
  - Портрет М. А. Крестовской. Маска. Гипс
- 1900 год
  - Портрет В. Э. Борисова-Мусатова. Полуфигура. Гипс (переведено в бронзу в 1959 году). 61 Х 45 Х 66.
 Государственная Третьяковская галерея. Москва
- 1901 год
  - Бюст Н. Н. Львова. Гипс
  - Ф. И. Шаляпин. Гипс
  - П. Трубецкой. Гипс
  - Четыре рельефа для выставки «Современное искусство». Гипс
  - Портрет С. И. Мамонтова. Гипс
  - Крестьянка спящая. Майолика. 12 Х 17 Х 5. 
Мемориальная музей-усадьба «Абрамцево»
  - Мальчик. Майолика глазурованная. 19,5 Х 15,5 Х 19,5
- 1902 год
  - Успокоение. Камень-алебастр. 30 Х 39 Х 30. 
Государственная Третьяковская галерея. Москва
- 1903 год
  - Портрет мальчика. Керамика. 33 Х 13 Х 10,5
- 1905 год
  - Задумчивость. Мрамор
- 1906 год
  - Опыт керамики. Майолика глазурованная. 18 Х 9 Х 8
  - Фрагмент. Мрамор. 29 Х 12 Х 8
  - Композиция. Мрамор. 29 Х 12 Х 8
  - Пробуждающийся. Декоративная фигура для водоёма. Гипс. 170 Х 55 Х 50. 
Государственный Русский музей. Санкт-Петербург
  - Сон. Голова-маска. Майолика. 21 Х 22 Х 13,2. 
Государственный Русский музей. Санкт-Петербург
- 1907 год
  - Спящие мальчики. Часть декоративного горельефа для водоёма. Гипс. 126 Х 190 Х 44. 
Государственный Русский музей. Санкт-Петербург
  - 1909 год
  - Сидящий мальчик. Декоративная фигура для круглого водоёма. Гипс. 116 Х 46 Х 65. 
Государственный Русский музей
- 1910 год
  - Этюд к надгробию В. Э. Борисова-Мусатова. Гипс. 143 Х 50 Х 38. 
Государственный Русский музей. Санкт-Петербург
  - Надгробие В. Э. Борисову-Мусатову в Тарусе. Гранит. 
143 Х 54 Х 55, постамент: 145 Х 54 Х 55, плинт: 54 Х 54 Х 60
  - Бюст А. А. Боброва. Бронза. Постамент: крымский базальт. 
Детский туберкулёзный санаторий. Алупка
- 1911 год
  - Юноша. Мрамор. 138 Х 49 Х 37. 
Государственный Русский музей. Санкт-Петербург
  - Купальщица. Гипс (переведено в бронзу в 1959 году). 121 Х 51 Х 62. 
Государственная Третьяковская галерея. Москва
- 1912 год
  - Каменотёс. Дерево. 47 Х 29 Х 27. 
Государственный Русский музей. Санкт-Петербург
  - А. И. Герцен. Бюст. Бронза. 28,6 Х 20 Х 24. 
Государственный Русский музей. Санкт-Петербург
  - Надевающая чулок. Гипс. 90 Х 46 Х 68. 
Государственный Русский музей. Санкт-Петербург
  - Голова мальчика. Дерево. 44 Х 35 Х 23. 
Государственный Русский музей. Санкт-Петербург
  - Садовник. Голова. Дерево. 41,5 Х 19 Х 14,5. 
Государственный Русский музей. Санкт-Петербург
  - Женская фигура. Этюд. Бронза. 27,5 Х 15,5 Х 15,5. 
Государственный Русский музей. Санкт-Петербург
  - Маленький носильщик. Этюд. Бронза. 37 Х 16 Х 15. 
Государственный Русский музей. Санкт-Петербург
  - Портрет В. С. Сергеева. Бюст. Гипс. 51 Х 55 Х 25
  - Поэт. Барельеф. Инкерманский камень. 
Кучук-Кой в Крыму
  - Кариатиды, поддерживающие мостик. Цемент. 
Кучук-Кой в Крыму
- 1913 год
  - Женская фигура для надгробия. Этюд. Гипс. 32,5 Х 10 Х 7,5. 
Государственный Русский музей. Санкт-Петербург
  - Этюд обнажённой фигуры к надгробию. Бронза. 31,5 Х 9 Х 7. 
Государственная закупочная комиссия Министерства культуры СССР (информация 1960 года)
  - Укладывающая волосы. Этюд. Гипс. 25,5 Х 13 Х 11
  - Женская фигура. Гипс. 31 Х 13,5 Х 5,8
  - Этюд драпировки к надгробию. Гипс. 32 Х 13 Х 9
- 1915 год
  - Декоративная фигура для фронтона. Гипс. 19,5 Х 32 Х 14 
Государственный Русский музей. Санкт-Петербург
- 1916 год
  - Женская фигура. Мрамор. 30 Х 13 Х 14
  - Девушка с полотенцем. Дерево. 36,5 Х 9 Х 14. 
Государственный Русский музей. Санкт-Петербург
  - Сидящая женская фигура. Набросок. Гипс. 25,5 Х 15 Х 15
- 1917 год
  - Портрет В. К. Станюковича. Бронза. 25,5 Х 17 Х 15
- 1918 год
  - Памятник Марксу у Смольного. Гипс
  - Бюст. Карла Маркса. Гипс
- 1919—1920 годы
  - Портрет Максимилиана Волошина. Бронза.. 26 Х 14 Х 12
- 1922 год
  - Надевающая чулок. Дерево. 101 Х 40 Х 57. 
Государственная Третьяковская галерея
- 1923 год
  - Виолончелист. Бронза. 27 Х 20 Х 17
  - Ленин. Гипс. 33,5 Х 9,5 Х 8,5
  - Фигура. Фарфор, надглазурная роспись. 19 Х 6 Х 5
  - Фигура. Фарфор, надглазурная роспись. 22 Х 7,4 Х 4,5
  - Кариатида. Бронза. 24 Х 7 Х 16
  - Кариатида. Фарфор, надглазурная роспись. 24 Х 7 Х 10
  - Девушка с чашей. Фарфор, надглазурная роспись. 20 Х 6 Х 6
  - Купальщица. Фарфор, надглазурная роспись. 18,5 Х 12,5 Х 7,6
  - Купальщица. Бронза. 18 Х 12 Х 7
- 1924 год
  - Заноза. Бронза. 18 Х 13 Х 5,5
  - Заноза. Фарфор, надглазурная роспись. 18 Х 13 Х 5,5
- 1925 год
  - Флора. Фарфор, надглазурная роспись.. 21,2 Х 8,4 Х 6,3 
Государственный Русский музей. Санкт-Петербург
  - Флора. Чугун и малахит. 25 Х 9 Х 5
  - Огородница. Фарфор (белый). 25,2 Х 9,5 Х 7,5 
Государственный Русский музей. Санкт-Петербург
  - Гончар. Фарфор (белый). 25,5 Х 9,2 Х 9 
Государственный Русский музей. Санкт-Петербург
- 1927 год
  - Октябрь. Композиция. Гипс (переведено в бронзу в 1958 году). 230 Х 183 Х 114 
Государственный Русский музей. Санкт-Петербург 
В 1967 году бронзовый отлив установлен перед концертным залом «Октябрьский» в Санкт-Петербурге
  - Крестьянин. Этюд к композиции «Октябрь». Бронза. 27 Х 14 Х 24 
Государственный Русский музей. Санкт-Петербург
  - Красноармеец. Этюд к композиции «Октябрь». Бронза. 24 Х 16 Х 16 
Государственный Русский музей. Санкт-Петербург
- 1930 год
  - Старик. Этюд. Бронза. 37 Х 12,5 Х 12
- 1931 год
  - Проект памятника в Даурии. Гипс. 28,5 Х 31 Х 12 
Государственный Русский музей. Санкт-Петербург
- 1932 год
  - Девушка, выжимающая волосы. Бронза. 28 Х 13 Х 12 
Государственный Русский музей. Санкт-Петербург
- 1933 год
  - Бюст Ленина (к проекту памятника-маяка для Ленинградского порта)
- 1937 год
  - Девушка (Кариатида). Бронза. 168 Х 47 Х 42 
Государственный Русский музей. Санкт-Петербург
  - Девушка (Кариатида). Бронза. 168 Х 47 Х 42 
Государственная Третьяковская галерея. Москва
- 1938 год
  - Проект памятника А. М. Горькому для Ленинграда. Гипс. 50 Х 17 Х 10, постамент: 40 Х 18 Х 18 
Музей А. М. Горького. Москва
  - Этюд обнажённой фигуры к памятнику А. М. Горькому. Гипс. 33 Х 13 Х 7
  - Пушкин. Эскиз статуи. Гипс
  - Слепой. Бронза. 31 Х 10 Х 9 
Государственный Русский музей. Санкт-Петербург
  - Китаец. Бронза. 17 Х 15 Х 13 
Государственный Русский музей. Санкт-Петербург
- 1939 год
  - Автопортрет. Бронза. 44 Х 25 Х 30. 
Государственный Русский музей. Санкт-Петербург
- 1940 год
  - Пушкин. Статуя. Гипс
- 1942 год
  - Старик. Этюд к памятнику Алишеру Навои. Бронза. 44 Х 11 Х 9 
Государственный Русский музей. Санкт-Петербург
- 1944 год
  - Проект надгробия М. Н. Ермоловой. Гипс. 34 Х 10 Х 7, постамент: 39,5 Х 21 Х 26
  - Портрет М. Н. Ермоловой. Голова к проекту надгробия. Гипс. 44,5 Х 25 Х 17 
Одесская государственная картинная галерея
- 1945 год
  - Проект памятника А. П. Чехову. Гипс. 48 Х 28 Х 31 
Тульский областной художественный музей
  - Портрет А. П. Чехова. Голова к проекту памятника. Гипс. 44 Х 21 Х 28 
Тульский областной художественный музей
- 1949 год
  - М. Ю. Лермонтов. Голова к проекту памятника. Бронза. 32 Х 16,5 Х 21,5, основание: гранит, 6,5 Х 14 Х 13 
Государственный Русский музей. Санкт-Петербург
  - М. Ю. Лермонтов. Проект памятника. Гипс. 
Якутский республиканский музей изобразительных искусств

## Выставки
- 1900 — XXIII выставка работ учеников МУЖВЗ, Москва.
- 1901 — XXIV выставка работ учеников МУЖВЗ, Москва; выставка «Мир искусства», Москва.
- 1903 — V художественная выставка «Мир искусства», Санкт-Петербург; «Современное искусство», Санкт-Петербург
- 1905 — XII выставка МТХ, Москва.
- 1906 — Выставка акварели, пастели, темперы, рисунков, Москва (вне каталога).
- 1907 — «Голубая роза», Москва; посмертная выставка В. Э. Борисова-Мусатова в Третьяковской галерее, Москва.
- 1908 — Салон Золотого Руна, «Венок», «Золотое Руно», все — Москва; Международная строительно-художественная выставка, Санкт-Петербург.
- 1909 — VII Salone d’Automne, Париж; Салон «Золотого Руна», Москва; выставка картин «Золотое Руно», Москва, Санкт-Петербург; IV выставка картин журнала «В мир искусств», Киев, Одесса, Харьков.
- 1910 — VII выставка СРХ, Санкт-Петербург.
- 1911 — «Мир искусства», Москва; «Бубновый валет», Санкт-Петербург.
- 1912 — IX выставка СРХ, Санкт-Петербург; «Бубновый валет», Москва; «Мир искусства», Москва; «Ослиный хвост», Москва;
- 1913 — «Мир искусства», Москва, Санкт-Петербург.
- 1915 — «Мир искусства», Москва, Петроград.
- 1915—1916 — Художественная индустрия, Москва — галерея Лемерсье.
- 1918 — «Мир искусства», Петроград.
- 1922 — «Мир искусства», Петроград.
- 1924 — Выставка русского искусства, Нью-Йорк; выставка художников «Мира искусства», Ленинград; XIV Международная выставка искусства, Венеция.
- 1925 — Международная выставка художественно-декоративных искусств. Париж; «4 искусства», обе — Москва. Москва; «Мастера „Голубой розы“».
- 1926 — Всесоюзная выставка советского фарфора, «4 искусства», обе — Москва.
- 1927 — Выставка русского фарфора, Ленинград.
- 1928 — 10 лет Октября, Москва; Выставка приобретений ГКПИИ (1927—1928), Москва; «4 искусства», Ленинград
- 1929 — «4 искусства»,. Москва.
- 1930 — Выставка приобретений ГКПИИ (1928—1929), Москва; I общегородская выставка, Ленинград.
- 1932 — «Художники РСФСР за 15 лет», Ленинград.
- 1933 — «Художники РСФСР за XV лет» (1917—1932). Скульптура, Москва.
- 1934 — выставка работ представленных на конкурс проекта памятника-маяка В. И. Ленину в Ленинградском морском порту, Ленинград.
- 1937 — «Русский художественный фарфор», Ленинград; Международная выставка «Искусство и техника в современной жизни», Париж; «20 лет Октября» — выставка ленинградских художников, Ленинград.
- 1938 — Выставка ленинградских художников, Алма-Ата, Сталинабад (Душанбе); выставка проектов памятника А. М. Горькому, Москва, Горький.
- 1939 — выставка проектов памятника А. С. Пушкину в Ленинграде, Москва.
- 1941 — Выставка произведений лучших советских художников, Москва.
- 1946 — Всесоюзная выставка (живопись, скульптура, графика), Москва.
- 1954 — Выставка художественного фарфора завода М. В. Ломоносова (Русский музей), Ленинград — каталог издан в 1961 году..
- 1956 — XXVIII Международная художественная выставка. Венеция.
- 1957 — Выставка к Первому всесоюзному съезду художников, Москва; Всесоюзная выставка к 40-летию Октября, Москва.
- 1958—1959 — Выставка художников соцстран, Москва; Персональная выставка А. Т. Матвеева к 80-летию скульптора, Москва, Ленинград.
- 1962—1963 — 30 лет МОСХа, Москва.
- 1968 — Выставка новых поступлений ГРМ (каталог не издан); Выставка новых поступлений ГТР (1963—1968), Москва.
- 1974 — Выставка творческих союзов Ленинграда к 50-летию присвоения имени В. И. Ленина городу, Ленинград; выставка из фондов ГРМ в Звёздном городке.
- 1975 — Советская женщина — активный строитель коммунизма (из фондов ГРМ), выставка посвящена Международному году женщины.
- 2001, с 7 июня по 7 августа — Русская скульптура в дереве. XX век
- 2005, с 9 июня по 3 октября — Матвеев и его школа. Скульптура и рисунки
- 23 октября 2008 — середина января 2009 — Неоклассицизм в России